# Eurya chuekiangensis
Eurya chuekiangensis är en tvåhjärtbladig växtart som beskrevs av Hu Hsien-Hsu. Eurya chuekiangensis ingår i släktet Eurya och familjen Pentaphylacaceae. Inga underarter finns listade i Catalogue of Life.